# Paradise (Coldplay)
Paradise è un singolo del gruppo musicale britannico Coldplay, pubblicato il 12 settembre 2011 come secondo estratto dal quinto album in studio Mylo Xyloto.
Il brano è stato trasmesso in onda per la prima volta sull'emittente radiofonica britannica BBC Radio 1 alle 7:50 dell'orario britannico, per poi debuttare alla seconda posizione della Top Singoli.
Nei primi sei mesi del 2012, il singolo ha venduto 1 321 000 copie negli Stati Uniti d'America.

## Video musicale
Il video, diretto da Mat Whitecross, inizia con un uomo travestito da elefante, intrappolato in uno zoo di Londra, che riesce a fuggire uscendo dal cancello e saltando su una bicicletta. Si reca alla stazione ferroviaria per prendere un treno che lo porterà all'aeroporto dove prenderà un volo diretto in Sudafrica. In alcune scene si vede ballare e muoversi con in mano vari cartelli che mostrano le parole del testo mentre dei bambini si fermeranno per consegnargli alcune monete. Successivamente, l'uomo giunge all'aeroporto e, senza farsi notare, corre velocemente verso un aereo diretto in Sudafrica nascondendosi in una valigia. Arrivato a destinazione, esce dalla valigia e si reca alla città più vicina alla ricerca di un negozio di biciclette; dopo averlo trovato entra nel negozio e indica al commesso una bicicletta, ma questi nota che egli possiede soltanto pochi spiccioli, e pertanto gli vende un monociclo. L'uomo accetta e inizia a vagare in giro per l'Africa chiedendo un passaggio a diversi automobilisti, che però non si fermano. L'uomo, mentre pedala, si toglie dalla testa il travestimento e rivela di essere Chris Martin; quindi fermatosi in una savana per ammirare gli animali, ad un certo punto intravede gli altri membri della band (anch'essi travestiti da elefante) e va loro incontro abbracciandoli. Il video termina con il gruppo intento ad eseguire il brano davanti a migliaia di fan.
È uno dei video che ha ottenuto la certificazione Vevo.

## Tracce
Download digitale
1. Paradise – 4:38

Download digitale – remix
1. Paradise (Tiësto Remix) – 4:38

CD promozionale (Regno Unito, Stati Uniti)
1. Paradise (Radio Edit) – 4:21
2. Paradise (Instrumental) – 4:39

## Formazione
Gruppo
- Chris Martin – voce, pianoforte
- Jonny Buckland – chitarra elettrica, tastiera, cori
- Guy Berryman – basso, cori
- Will Champion – batteria, cori

Altri musicisti
- Brian Eno – effetti sonori, composizione aggiuntiva
- Davide Rossi – strumenti ad arco
- Jon Hopkins – effetti sonori
- Rosie Danvers – violoncello aggiuntivo

## Classifiche

### Classifiche settimanali
| Classifica (2011-25) | Posizione massima |
| -------------------- | ----------------- |
| Australia            | 3                 |
| Austria              | 22                |
| Belgio (Fiandre)     | 3                 |
| Belgio (Vallonia)    | 3                 |
| Canada               | 13                |
| Danimarca            | 5                 |
| Emirati Arabi Uniti  | 13                |
| Finlandia            | 5                 |
| Francia              | 5                 |
| Germania             | 12                |
| Grecia               | 52                |
| India                | 19                |
| Irlanda              | 2                 |
| Italia               | 2                 |
| Lussemburgo          | 3                 |
| Malaysia             | 20                |
| Norvegia             | 1                 |
| Nuova Zelanda        | 3                 |
| Paesi Bassi          | 2                 |
| Portogallo           | 24                |
| Regno Unito          | 1                 |
| Repubblica Ceca      | 1                 |
| Singapore            | 8                 |
| Slovacchia           | 19                |
| Spagna               | 5                 |
| Stati Uniti          | 15                |
| Svezia               | 42                |
| Svizzera             | 4                 |
| Ungheria             | 23                |

### Classifiche di fine anno
| Classifica (2011) | Posizione |
| ----------------- | --------- |
| Australia         | 54        |
| Italia            | 19        |
| Classifica (2012) | Posizione |
| Stati Uniti       | 69        |